# Поліція штату Орегон
Поліція штату Орегон (англ. Oregon State Police) - правоохоронний орган американського штату Орегон. Її обов'язком є захист усіх законів штату Орегон а також допомога місцевим правоохоронним органам. Поліція штату Орегон є єдиним правоохоронним органом в США, який охороняє лотерею штату.
Головним пріоритетом в роботі поліції є охорона закону на автотрасах штату та на інших об'єктах, які належать штату. Також вона часто виїжджає на виклики в сільській місцевості, коли місцеві правоохоронні органи не в змозі зробити це самостійно.

## Історія
Поліція штату Орегон почала роботу 1 серпня 1931. Вона була створена комісією, назначеною губернатором Юліусом Меєром, який зробив огляд та аналіз деяких найбільш успішних правоохоронних органів рівня штату в Північній Америці, включаючи Канадську королівську кінну поліцію, Поліцію штату Нью-Джерсі, Техаських рейнджерів, Поліцію штату Пенсильванія, тощо. Поліція штату взяла на себе зобов'язання, які до цього мали Дорожня комісія штату, Рибна та єгерська комісія, Секретар штату, Комісар із заборон та Пожежні маршали штату. Першим суперінтендантом став Чарльз Прей, колишній Офіцер з помилування Департаменту юстиції. Він організував систему розділення поліції на 4 райони та 31 станцію. Він почав виконувати свої обов'язки 7 червня 1931, за два місяці до початку роботи поліції штату. Гарольд Мейсон, колишній співробітник Відділу контролю дорожнього руху штату, був назначений головним клерком. Він створив систему звітів та записів. Джордж Олександр був назначений головою Бюро ідентифікації та розслідувань та налагодив роботу з розслідувань.
У 1993 році Легіслатура Орегону прийняла ухвалу, що Офіс пожежних маршалів штату Орегон, комісії з правоохоронної бази даних, екстрених служб, боксу і боротьби ввійдуть до складу поліції штату.

## Відділи

### Відділ кримінальних розслідувань
Обов'язком цього відділу є допомога іншим правоохоронним органам в штаті Орегон в кримінальних розслідуваннях. В цьому відділі є такі підрозділи: тяжких злочинів, боротьби з наркотиками, підпалів та вибухівки, звітів з розслідувань. Багато місцевих правоохоронних органів беруть участь в роботі відділу.

### Рибний та єгерський відділ
Цей відділ охороняє закони пов'язані з охороною природи, зокрема бореться з незаконним мисливством та риболовством, та здійснює іншу діяльність спрямовану на допомогу дикій природі. Він також може, але не зобов'язаний, охороняти інші закони штату. Зазвичай, офіцери цього відділу працюють поодинці.

## Статистика
У середньому за один день офіцери Поліції штату Орегон:
- Реагують на 550 викликів
- Розслідують 55 автомобільних аварій
- Зупиняють 650 водіїв за порушення правил дорожнього руху
- Виписують 350 штрафів та виносять 200 попереджень
- Здійснюють 50 перевірок вантажівок
- Арештовують 13 водіїв за водіння в нетверезому стані
- Повертають вкрадене майно вартістю 3 300 доларів
- Вилучають 1 кілограм наркотиків вартістю 150 000 доларів

у середньому за один день офіцери Рибного та єгерського відділу:
- Перевіряють дозволи в 45 мисливців та 180 рибалок
- Перевіряють 20 човнів
- Реагують на 13 звернень
- Допомагають чотирьом правоохоронним органам іншим штатів
- Здійснюють 12 розслідувань незаконного мисливства чи риболовства та 8 розслідувань тяжких злочинів
- Здійснюють розслідування двох автомобільних аварій
- Заарештовують 1 людину за ордером
- Здійснюють 13 обшуків

## Загиблі офіцери
З початку існування поліції штату 29 офіцерів загинули під час виконання обов'язків. З них 15 були застрелені, 4 померли внаслідок автомобільної аварії, 3 були збиті машиною, 2 померли внаслідок вибуху, 2 потонули, 2 загинули внаслідок авіаційної аварії і 1 був збитий потягом.

## Галерея

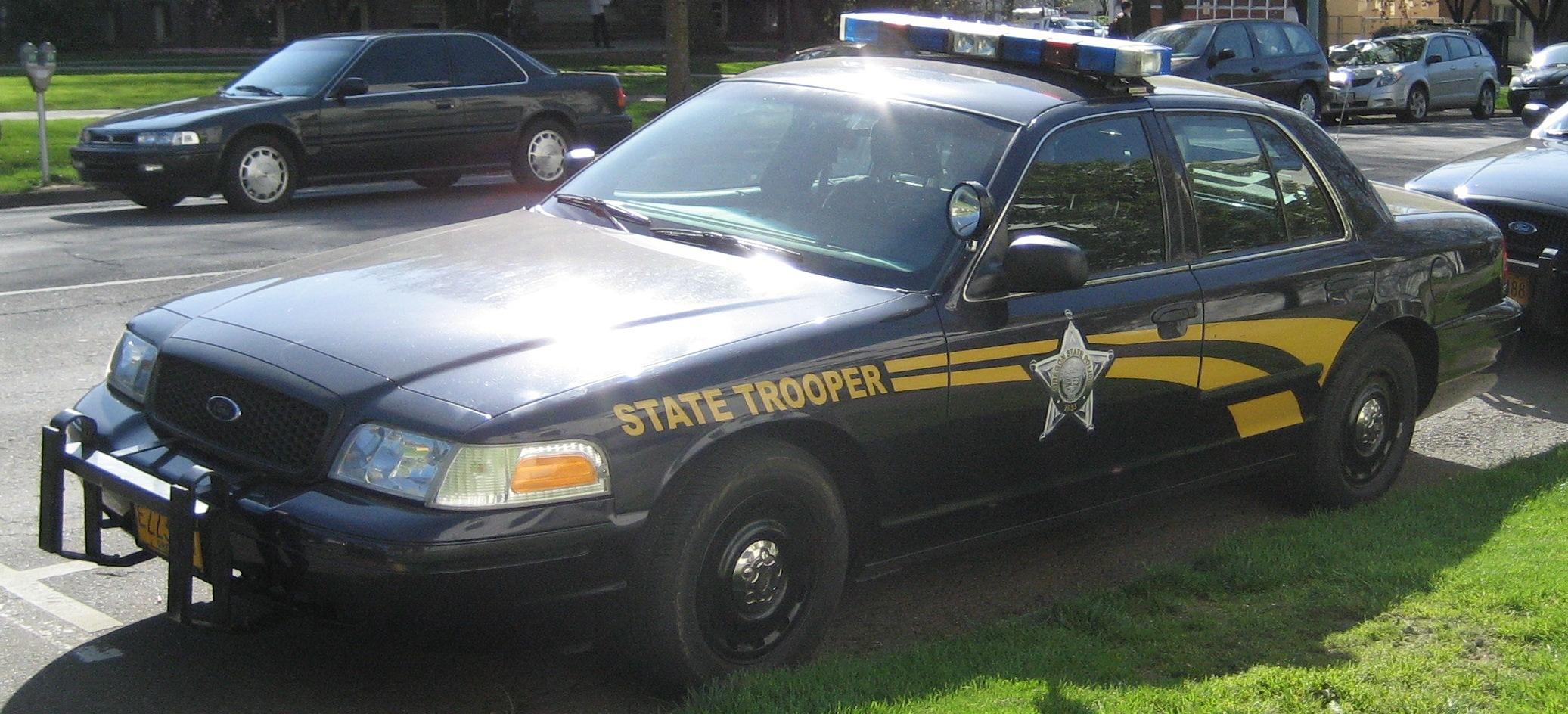
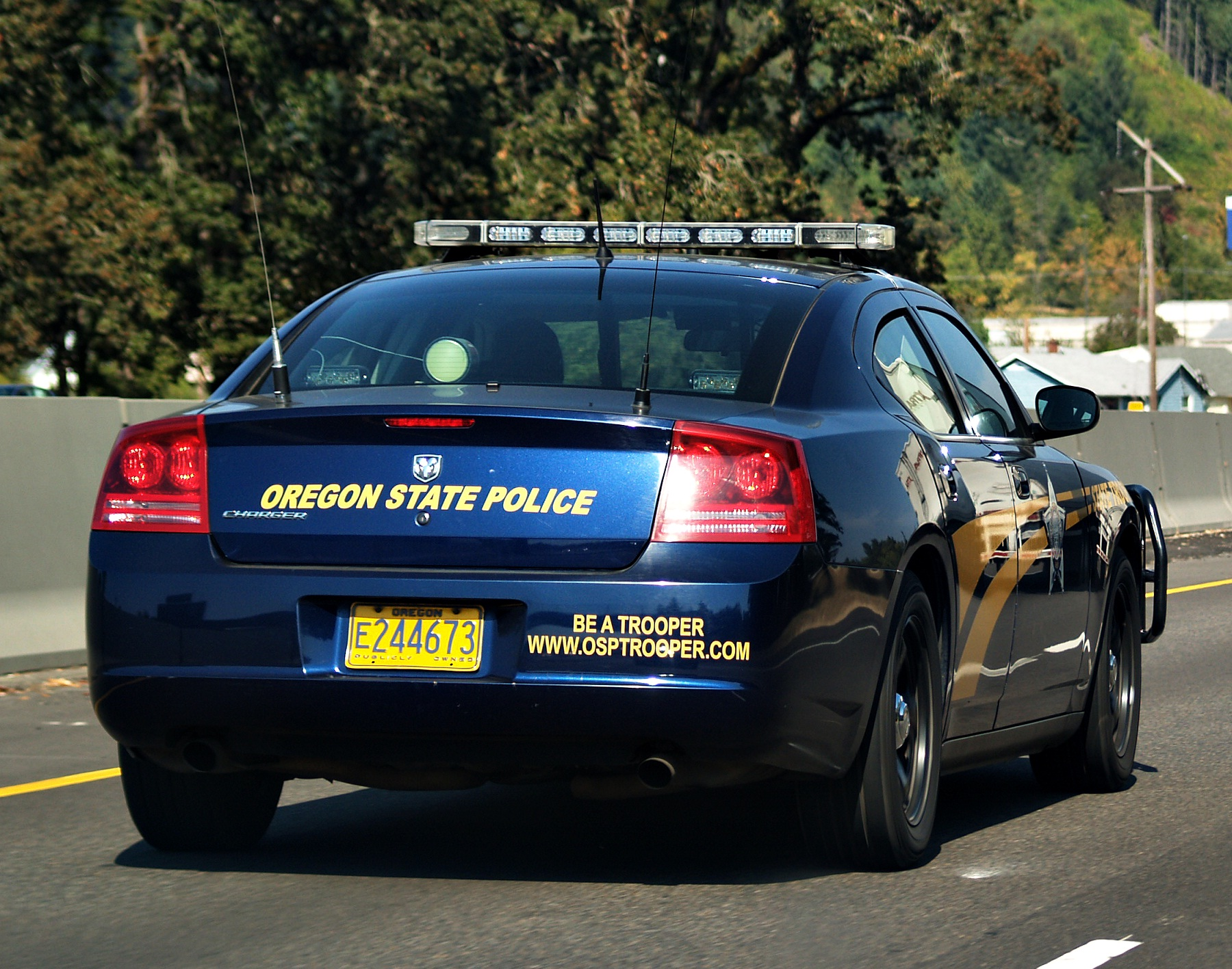